# Andreas di Bernardo
Andreas di Bernardo (* 22. Juni 1977) ist ein ehemaliger österreichischer Triathlet.

## Werdegang
Andreas di Bernardo war in seiner Jugend in der Leichtathletik aktiv und startete erstmals 1997 als 20-Jähriger beim Ironman in Klagenfurt (3,86 km Schwimmen, 180,2 km Radfahren und 42,195 km Laufen).

### Triathlon-Profi seit 2006
Der gelernte Koch startete seit 2006 als Triathlon-Profi für den Verein HSV-Triathlon Klagenfurt.

Im September 2008 wurde er in Sherborne Dritter beim Ironman UK. Er holte sich als erster und bislang einziger Österreicher hier eine Medaille.(Stand: September 2018)
2009 konnte er sich zum dritten Mal für einen Startplatz beim Ironman Hawaii qualifizieren.

Nach einem Verkehrsunfall im Juli 2009 musste er für einige Zeit pausieren und seine Karriere als Profiathlet beenden.
Andreas di Bernardo ist verheiratet und lebt mit seiner Frau und zwei Kindern in Klagenfurt. Er ist heute als Coach und Trainer tätig.

## Auszeichnungen
- 2008 wurde er mit dem Sportehrenzeichen der Stadt Klagenfurt für Aktive in Silber ausgezeichnet.[2]

## Sportliche Erfolge
| Datum/Jahr    | Rang | Wettbewerb                                       | Austragungsort | Zeit     | Bemerkung                                                                           |
| ------------- | ---- | ------------------------------------------------ | -------------- | -------- | ----------------------------------------------------------------------------------- |
| 5. Juli 2009  | DNS  | Ironman Hawaii                                   | Hawaii         | –        | nicht gestartet                                                                     |
| 29. Juni 2014 | 33   | Ironman Austria                                  | Klagenfurt     | 08:53:50 | 2. Rang in der Altersklasse – qualifiziert für einen Startplatz beim Ironman Hawaii |
| 10. Juni 2012 | 27   | 5150 Klagenfurt                                  | Klagenfurt     | 02:06:06 | auf der olympischen Distanz (1,5 km Schwimmen, 40 km Radfahren und 10 km Laufen)    |
| 3. Juni 2012  |      | ÖTRV Staatsmeisterschaft Triathlon Sprintdistanz | Pörtschach     | 01:03:36 |                                                                                     |
| 5. Juli 2009  | DNS  | Ironman Austria                                  | Klagenfurt     | –        | Rennabsage nach Verkehrsunfall                                                      |
| 7. Juni 2009  | 9    | UPC Klagenfurt Triathlon                         | Klagenfurt     | 02:10:26 | Start trotz Verletzung                                                              |
| 7. Sep. 2008  | 3    | Ironman UK                                       | Sherborne      | 09:08:25 | [ 3 ] [ 4 ]                                                                         |
| 13. Juli 2008 | DNF  | Ironman Austria                                  | Klagenfurt     | –        | Sturz mit dem Rad und Muskelfaserriss                                               |
| 29. Juni 2008 | 3    | X-TRIM Triathlon                                 | Kobenz         | 01:57:25 | Olympische Distanz                                                                  |
| 2006          | 2    | Austrian 1/2 Iron Triathlon                      | Graz           | 03:58:43 | auf der Mitteldistanz (2 km Schwimmen, 80 km Radfahren und 20 km Laufen)            |
| 16. Juli 2006 | 11   | Ironman Austria                                  | Klagenfurt     | 08:39:37 | persönliche Bestzeit auf der Ironman-Distanz                                        |
| 18. März 2005 | 6    | Ironman South Africa                             | Port Elizabeth | 09:01:12 |                                                                                     |
| 21. März 2004 | 10   | Ironman 70.3 South Africa                        | Port Elizabeth | 04:23:14 | bei der Erstaustragung                                                              |
| 5. Nov. 2005  | 37   | Ironman Florida                                  | Panama City    | 09:28:51 |                                                                                     |
| 8. Nov. 2003  | 18   | Ironman Florida                                  | Panama City    |          | 1. Rang in der Altersklasse M25                                                     |
| 7. Juli 2002  | 9    | Ironman Austria                                  | Klagenfurt     |          | 2. Rang in der Altersklasse M25                                                     |
| 16. Okt. 2002 | 121  | Ironman Hawaii                                   | Hawaii         | 09:46:14 |                                                                                     |
| 16. Okt. 2001 |      | Ironman Hawaii                                   | Hawaii         | 11:05:35 |                                                                                     |
| 1. Juli 2001  | 20   | Ironman Austria                                  | Klagenfurt     | 09:02:01 | 1. Rang in der Altersklasse M25                                                     |
| 11. Juli 1999 | 57   | Ironman Austria                                  | Klagenfurt     | 09:23:17 |                                                                                     |

| Datum/Jahr    | Rang | Wettbewerb           | Austragungsort           | Zeit     | Bemerkung                                                         |
| ------------- | ---- | -------------------- | ------------------------ | -------- | ----------------------------------------------------------------- |
| 31. Dez. 2017 | 17   | Silvesterlauf        | Klagenfurt am Wörthersee | 00:39:06 | 10 km                                                             |
| 30. Nov. 2008 |      | Florenz-Marathon     | Florenz                  | 02:47:20 |                                                                   |
| 20. Mai 2001  |      | Vienna City Marathon | Wien                     | 02:28:20 | als drittbester Österreicher – mit persönlicher Marathon-Bestzeit |

(DNF – Did Not Finish; DNS – Did Not Start)